# 제시카 클림케이트
제시카 클림케이트(영어: Jessica Klimkait, 1996년 12월 31일~)는 캐나다의 유도 선수이다. 2020년 하계 올림픽 라이트급에서 동메달을 획득했으며 2021년 세계 유도 선수권 대회에서 라이트급 우승을 차지했다.